# Doo wop
Doo wop – styl w muzyce rhythm and blues, który rozwinął się w latach 50. XX wieku na terenie Stanów Zjednoczonych. Był najbliższym ówczesnej muzyce pop odłamem ówczesnej muzyki czarnych mieszkańców USA. Utwory doo wop, oparte ściśle na partiach wokalnych, wykonywane były a cappella przez wieloosobowe, najczęściej męskie zespoły. Śpiew, często połączony z synchroniczną choreografią, miał prostą zasadę – podczas gdy jeden z wokalistów występował do przodu i śpiewał solo swoją zwrotkę, reszta wokalistów pozostawała w tle, wyśpiewując nic nieznaczące słowa, często naśladujące dźwięki perkusyjne lub podobne – a w czasie refrenu włączali się do wspólnego śpiewu w wielogłosowej harmonii. Do znanych wykonawców tego stylu należeli m.in. The Belmonts, The Cadillacs, The Drifters, The Platters, Meghan Trainor, Frankie Lymon and the Teenagers.